# 阿曼國家曲棍球隊

阿曼國家曲棍球隊為代表阿曼參加國際曲棍球賽事的國家曲棍球隊。

## 賽事成績

### 亞洲運動會
- 第10名 2006 – 卡達杜哈

### 亞洲曲棍球冠軍錦標賽
- 第5名 2012 – 卡達杜哈